# Fiume Meschio
Fiume Meschio este o arie protejată (arie specială de conservare — SAC, sit de importanță comunitară — SCI) din Italia întinsă pe o suprafață de 40 ha, integral pe uscat.

## Localizare
Centrul sitului Fiume Meschio este situat la coordonatele 45°57′05″N 12°24′17″E / 45.9513°N 12.4046°E.

## Înființare
Situl Fiume Meschio a fost declarat sit de importanță comunitară în iulie 2006 pentru a proteja 1 specie de animale. Situl a fost protejat și ca arie specială de conservare în iulie 2018.

## Biodiversitate
Situată în ecoregiunea continentală, aria protejată conține 4 habitate naturale: Păduri aluvionare cu Alnus glutinosa și Fraxinus excelsior (Alno-Padion, Alnion incanae, Salicion albae), Galerii de Salix alba și de Populus alba, Liziere de ierburi înalte hidrofile de câmpie și de nivel montan până la alpin, Cursuri de apă de la nivel de câmpie la nivel montan, cu vegetație Ranunculion fluitantis și Callitricho-Batrachion.
La baza desemnării sitului se află o specie protejată de  pești: Lethenteron zanandreai